# SWIMO

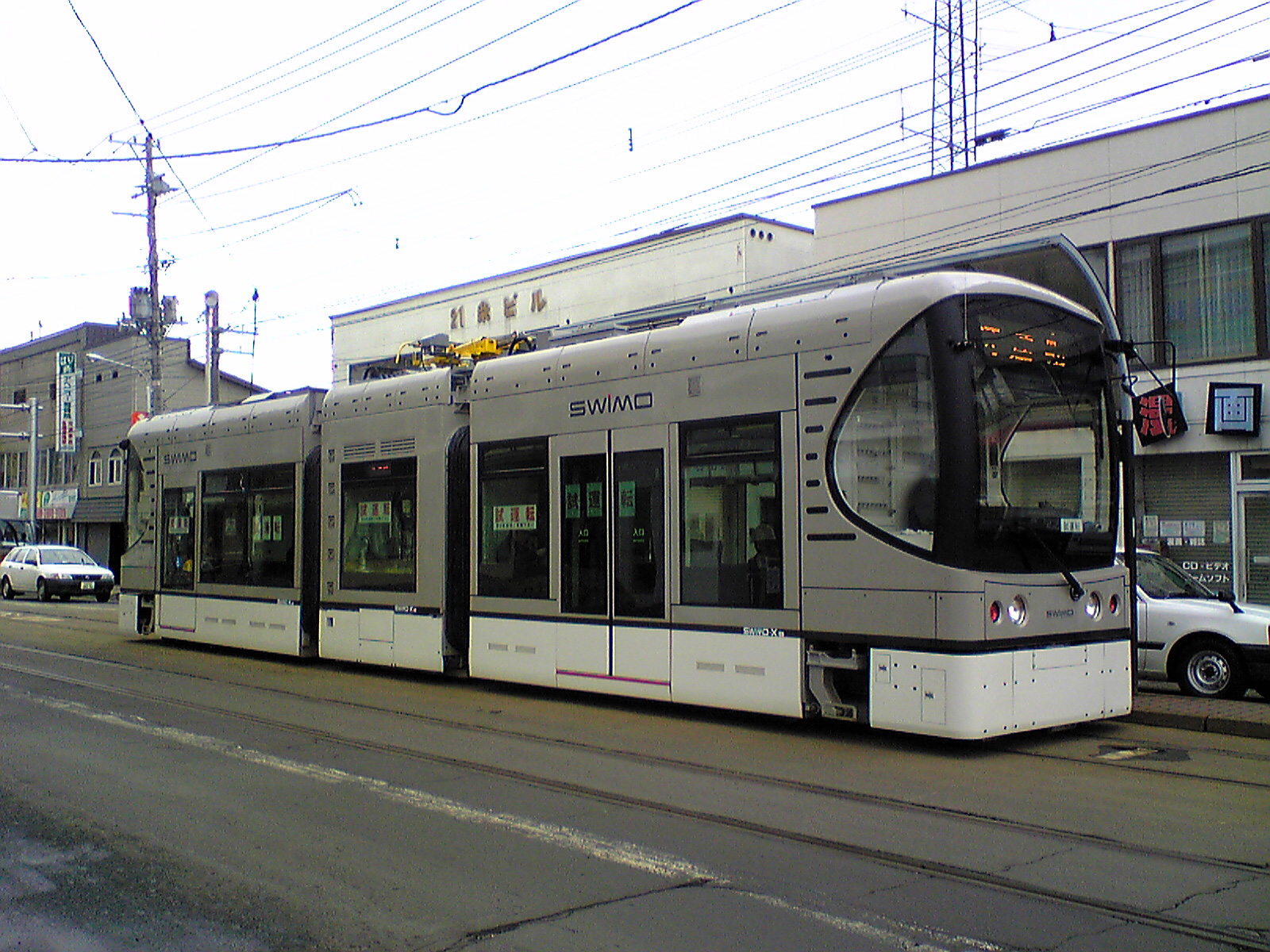
パンタグラフを折りたたんで試運転を行うSWIMO-X（石山通にて 2008年3月17日撮影）

SWIMO（スイモ）は、川崎車両が研究開発している架線・蓄電池併用式超低床電車 （ハイブリッドLRV）。
SWIMOの名前の由来は「スムーズ (Smooth) な乗車・非電化区間への直通運転 (WIn) をする移動手段 (MOver) 」である。

## 概要
SWIMOは3両固定編成で、全長は15m。架線のある電化区間では一般的な電車同様、パンタグラフ集電により走行するが、非電化区間では川崎重工業が独自開発したニッケル・水素蓄電池である「ギガセル」の電力を使って走行する。また、回生ブレーキの発生電力や、電化区間でパンタグラフから得た電力の一部をこれらの充電用に充てることができる。5分間の充電で、平地の場合、40km/hで10km走行できる。
2006年（平成18年）8月30日、筑豊電気鉄道2000形2103編成を試験車両として使用し、ギガセル搭載運転に成功。2007年（平成19年）、播磨工場（兵庫県播磨町）に、実際の走行区間を模し、電化区間と非電化区間が混在した試験用線路を敷設する。同年9月、新造3車体連接車「SWIMO-X」を用いた試運転を開始。同年12月から2008年（平成20年）3月まで札幌市電で「SWIMO-X」と鉄道総研の試作車LH02形「Hi-tram」との比較試験を実施、営業運転は行わなかった。
2010年（平成22年）、岡山電気軌道が導入を検討していることを発表した。

## 諸元
- 軌間 1067mm
- 定員 62人（座席定員28人）
- 電気方式 直流600V
- 編成質量 30t（空車）
- 最高速度 40km/h
- 設計最高速度 50km/h
- 加速度 常用 - 2.5km/h/s、高加速 - 3.5km/h/s
- 減速度 回生最大 - 2.5km/h/s、常用最大 - 3.5km/h/s、非常 - 5.0km/h/s
- 寸法 15,000（長さ）×2,330（幅）×3,780（高さ）[mm]、底面高さ330（出入口部）・360（一般部）[mm]
- 台車 先端 - KW-184 2軸ダイレクトマウント、中間 - KW-185 左右独立輪ボルスタレス
- ブレーキ 回生ブレーキ優先電気指令式空気ブレーキ
- 主電動機 三相誘導電動機 50kW×2
- 主制御装置 1C1M IGBT-VVVFインバータ×2
- 駆動装置 WNドライブ
- 推進用電池 200Ah以上 大型ニッケル水素蓄電池
- 充放電制御装置 IGBT-チョッパ 250kW